# Тайфунник Кука
Тайфу́нник Кука (Pterodroma cookii) — вид буревісникоподібних птахів родини буревісникових (Procellariidae). Мешкає в Тихому океані. Вид названий на честь англійського першовідкривача і дослідника Джеймса Кука.

## Опис

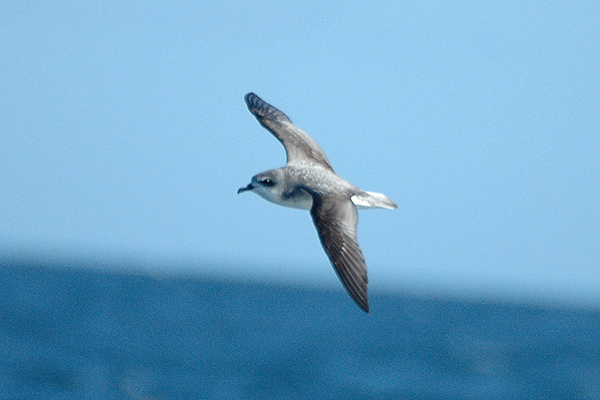
Тайфунник Кука

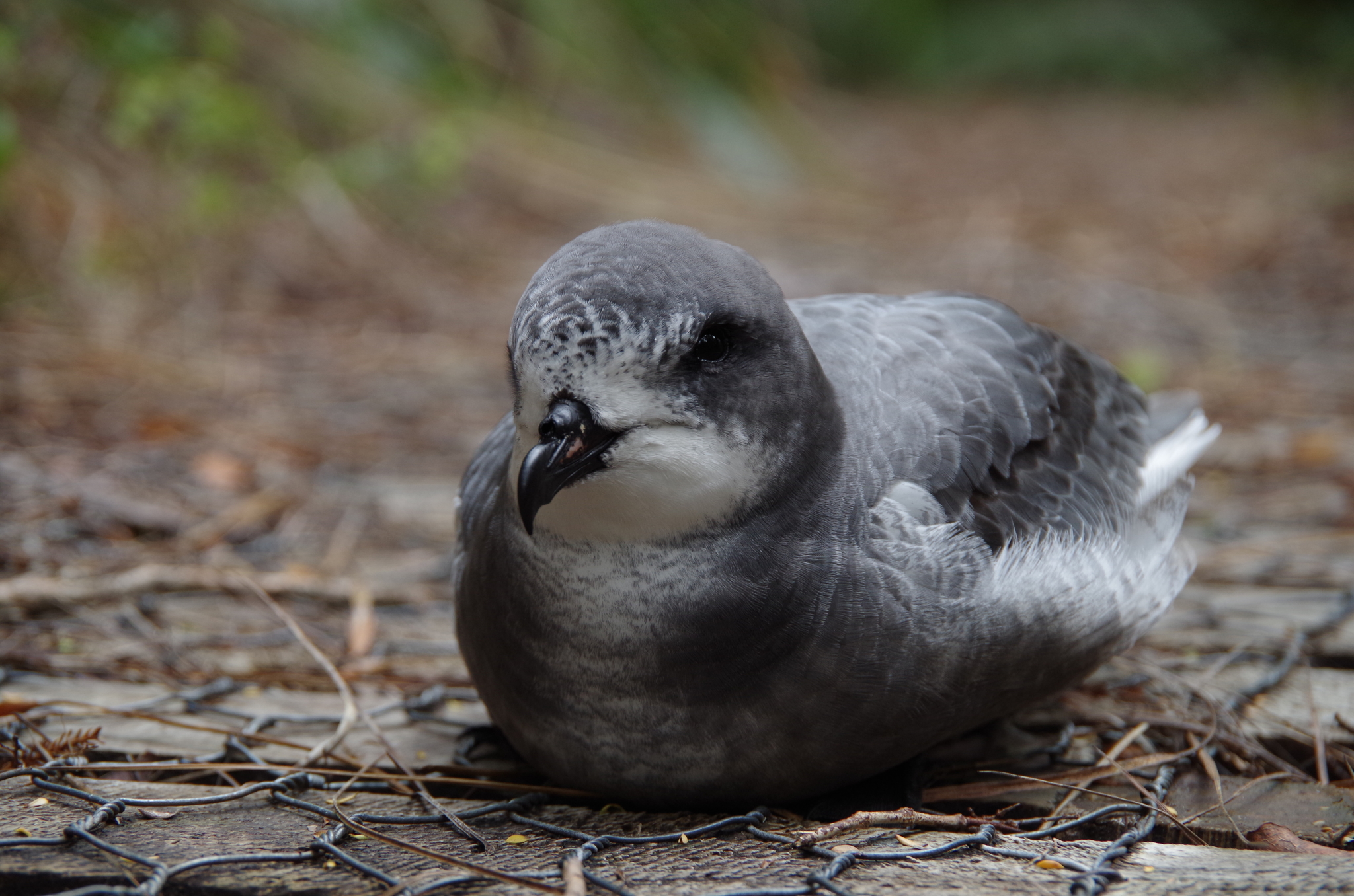
Тайфунник Кука

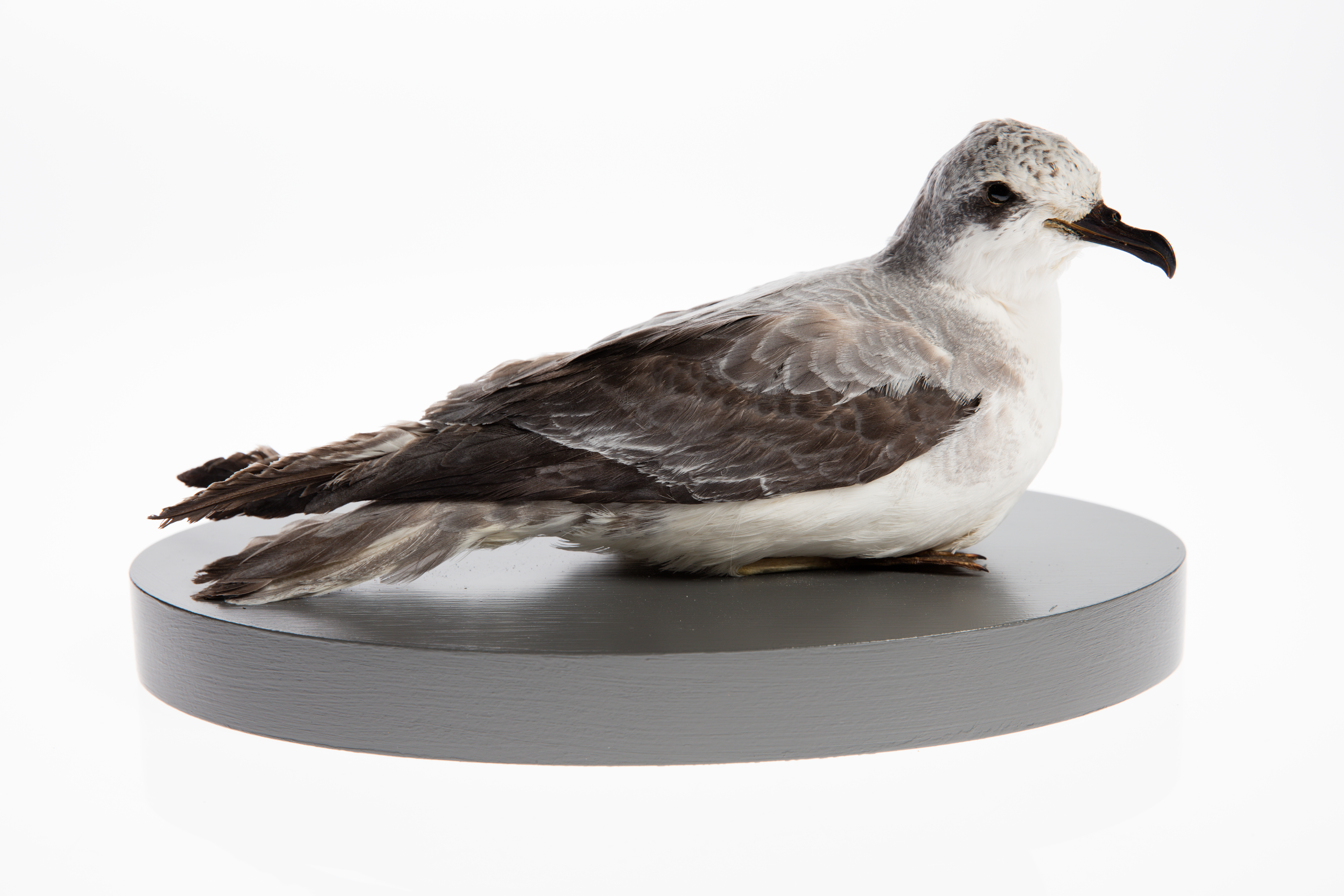
Тайфунник Кука

Тайфунник Кука — невеликий морський птах, середня довжина якого становить 25-34 см, розмах крил 66-82 см, вага 112-302 г. Лоб білий, поцяткований темним лускоподібним візерунком, верхня частина голови і обличчя навколо очей сірі, над очима світлі "брови". Верхня частина тіла блідо-сірі, хвіст і крила більш темні, на крилах зверху є темний М-подібний візерунок. Нижня частина тіла біла. Нижня сторона крил біла з темними краями, від згину крила до його центра ідуть нечіткі темні смуги. Стернові пера знизу мають темні краї. Дзьоб довгий, чорний.

## Поширення і екологія
Тайфунники Кука гніздяться на трьох невеликих островах Нової Зеландії: Лілт-Барр'єр, Грейт-Барр'єр і Кодфіш. Під час негніздового періоду вони мігрують на схід Тихого океану, досягаючи узбережжя Північної і Південної Америки, переважно між 34° південної широти і 30° північної широти, хоча бродячі птахи досягають на півночі Аляскинської затоки і Алеутських островів.
Тайфунники Кука ведуть пелагічний спосіб життя, рідко наближуються до суходолу, за винятком гніздування. Живляться кальмарами, рибою і ракоподібними. Гніздяться в норах на порослих лісом гірських хребтах і на стрімких схилах, на висоті від 300 до 700 м над рівнем моря на острові Лілт-Барр'єр і на висоті від 4 до 350 м над рівнем моря на острові Кодфіш. Сезон розмноження триває з жовтня по квітень. На Літ-Барр'єрі яйця відкладаються на початку листопада, на Кодфіші на місяць пізніше. В кладці 1 яйце, інкубаційний період триває 47 днів. Пташенята покидають гніздо через 88 днів після вилуплення.

## Збереження
МСОП класифікує цей вид як вразливий. За оцінками дослідників, загальна популяція тайфунників Кука становить приблизно 670 тисяч дорослих птахів, з яких на острові Лілт-Барр'єр гніздиться 650 тисяч птахів, на острові Кодфіш 15 тисяч птахів, а на острові Грейт-Барр'єр приблизно 20 гніздових пар. На острові Грейт-Барр'єр їм загрожує хижацтво з боку інтродукованих хижих ссавців, зокрема кішок і щурів.